# Jason Davis (Schauspieler, II)
Jason Alexander Davis (* in Pine Bluff, Arkansas) ist ein US-amerikanischer Schauspieler und Filmproduzent.

## Leben
Davis begann seine Karriere Mitte der 1990er Jahre als Schauspieler und Produktionsassistent bei Fernsehserien. Später war er auch in Spielfilmen wie Das Urteil – Jeder ist käuflich, Come Early Morning – Der Weg zu mir oder Ricky Bobby – König der Rennfahrer zu sehen. Von 2006 bis 2008 trat Davis in 18 Episoden der Fernsehserie Prison Break als FBI Agent Wheeler auf.

## Filmografie (Auswahl)
Schauspieler
- 1999, 2003: Dawson’s Creek (Fernsehserie, 2 Episoden)
- 2001: Summer Catch
- 2003: Ball of Wax
- 2003: One Tree Hill (Fernsehserie, 1 Episode)
- 2003: Das Urteil – Jeder ist käuflich (Runaway Jury)
- 2005: RedMeansGo
- 2005–2006: Surface – Unheimliche Tiefe (Surface, Fernsehserie, 6 Episoden)
- 2006: Come Early Morning – Der Weg zu mir (Come Early Morning)
- 2006: Ricky Bobby – König der Rennfahrer (Talladega Nights: The Ballad of Ricky Bobby)
- 2006–2008: Prison Break (Fernsehserie, 18 Episoden)
- 2008: Lake City
- 2008: Stiefbrüder (Step Brothers)
- 2009: Dead Air
- 2010: Selfmade-Dad – Not macht erfinderisch (Father of Invention)
- 2011: To Get Her
- 2011: Apart
- 2011: Kein Mittel gegen Liebe (A Little Bit of Heaven)
- 2011: Pakt der Rache (Seeking Justice)
- 2011–2012: Homeland (Fernsehserie, 3 Episoden)
- 2012: Die Hornisse (Hornet’s Nest, Fernsehfilm)
- 2012: Das wundersame Leben von Timothy Green (The Odd Life of Timothy Green)
- 2012: Little Red Wagon
- 2013: Voll abgezockt (Identity Thief)
- 2013: Prisoners
- 2013: Mein Leben mit Robin Hood (The Last of Robin Hood)
- 2013: Das ultimative Leben (The Ultimate Life)
- 2013: Are You Here
- 2013: Under the Dome (Fernsehserie, 1 Episode)
- 2013: Sleepy Hollow (Fernsehserie, 1 Episode)
- 2013: Weihnachten in Conway (Christmas in Conway, Fernsehfilm)
- 2013–2015: Being Mary Jane (Fernsehserie, 7 Episoden)
- 2014: Resurrection (Fernsehserie, 2 Episoden)
- 2014: Halt and Catch Fire (Fernsehserie, 1 Episode)
- 2014: Satisfaction (Fernsehserie, 1 Episode)
- 2014: Get on Up
- 2014: Reckless (Fernsehserie, 1 Episode)
- 2014: Nashville (Fernsehserie, 1 Episode)
- 2014: Jessabelle – Die Vorhersehung (Jessabelle)
- 2015: Dirty Trip
- 2015: Ashby
- 2015: Secrets and Lies (Fernsehserie, 6 Episoden)
- 2015: Max: Bester Freund. Held. Retter. (Max)
- 2015: Erschütternde Wahrheit (Concussion)
- 2015, 2017: The Walking Dead (Fernsehserie, 3 Episoden)
- 2016: Stranger Things (Fernsehserie, 1 Episode)
- 2016: The Accountant
- 2017: Daytime Divas (Fernsehserie, 6 Episoden)
- 2017: Naked
- 2017: Locked In (Fernsehfilm)
- 2017: I, Tonya
- 2017: Mindhunter (Fernsehserie, 1 Episode)
- 2018: Forever My Girl
- 2018: Burden
- 2018: Steel Country
- 2018: Der verlorene Sohn (Boy Erased)
- 2019: The Highwaymen
- 2019: Rettet Zoë (Saving Zoë)
- 2019: Doctor Sleeps Erwachen (Doctor Sleep)
- 2019: Reprisal (Fernsehserie, 3 Episoden)
- 2019–2020: Greenleaf (Fernsehserie, 2 Episoden)
- 2020: The Banker
- 2020: Paradise Lost (Fernsehserie, 5 Episoden)
- 2020: Irresistible – Unwiderstehlich (Irresistible)
- 2020: Hillbilly-Elegie (Hillbilly Elegy)
- 2022: Candy: Tod in Texas (Candy, Fernsehserie, 1 Episode)
- 2022: The Staircase (Miniserie, 4 Folgen)
- 2025: The Rivals of Amziah King

Filmproduzent
- 2003: Ball of Wax
- 2004: Sheriff (Dokumentarfilm)
- 2007: Musician (Dokumentarfilm)